# Чернігівська площа
Черні́гівська пло́ща — площа у Дніпровському районі міста Києва, житлові масиви Лісовий, Північно-Броварський. Розташована між вулицями Андрія Малишка, Миропільською, Братиславською, Кіото та шляхопроводом на вулицю Гната Хоткевича.

## Історія

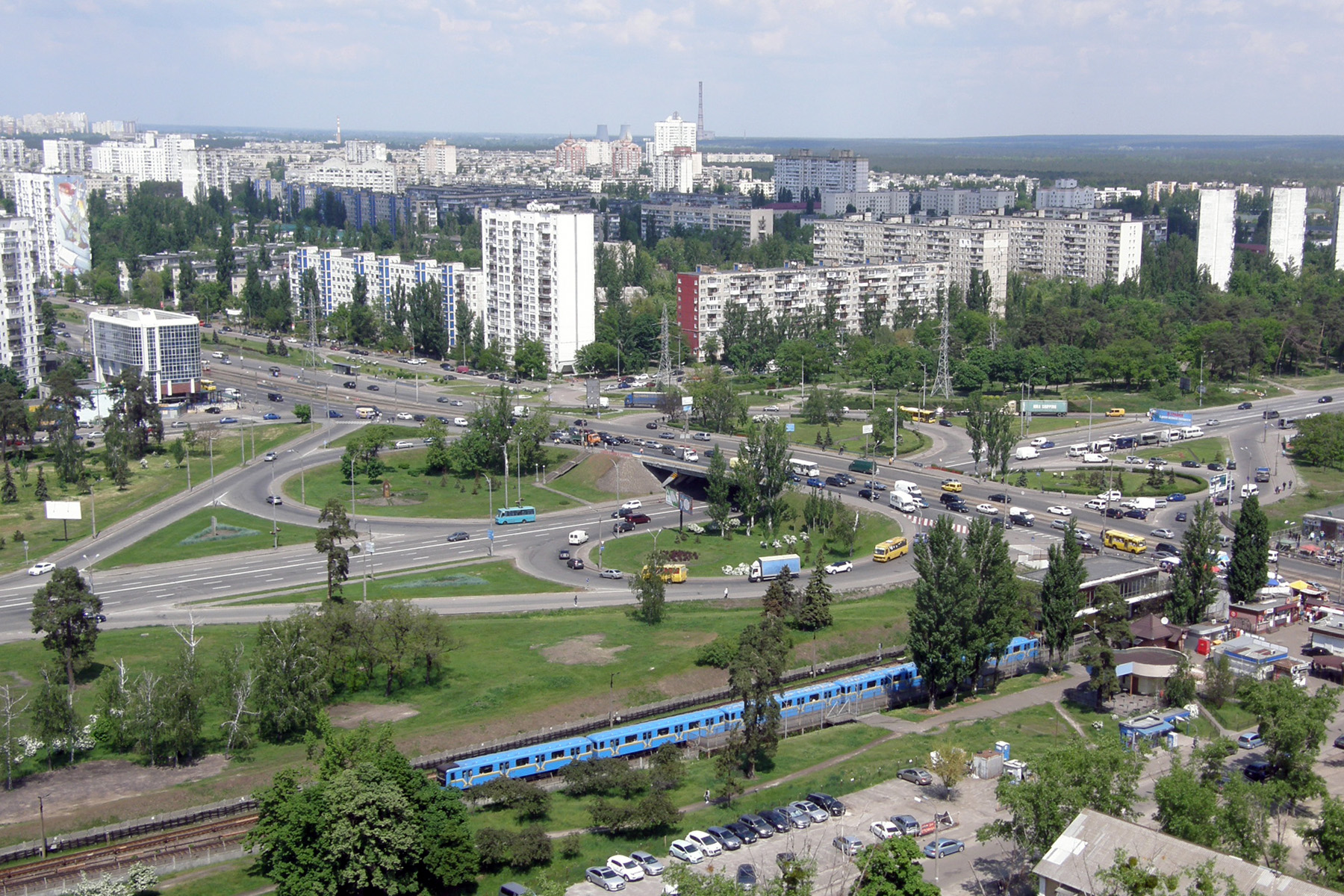
розв'язка Броварського проспекту та вулиці Братиславської, частиною якої фактично є площа

Площа виникла в 1970-х роках. 1975 року отримала назву Новоросійська площа на честь міста Новоросійська.
22 червня 2018 року комісія Київради затвердила перейменування площі на Чернігівську.
Сучасна назва — з 10 січня 2019 року на честь міста Чернігова і станції метро «Чернігівська», що розташована поруч.